# Togoscia buettneri
Togoscia buettneri là một loài chân đều trong họ Philosciidae. Loài này được Hilgendorf miêu tả khoa học năm 1893.